# Lijst van natuurparken in Portugal
Hieronder volgt een lijst van natuurparken in Portugal. Een natuurpark (Portugees: parque natural) is een landschappelijk waardevol gebied waarin de natuur deels wordt beschermd. De Portugese natuurparken mogen niet verward worden met het Nationaal park Peneda-Gerês, waarin de natuur strenger beschermd wordt.
| Naam natuurpark                                  | Foto | District |
| ------------------------------------------------ | ---- | -------- |
| Natuurpark Alvão                                 |      |          |
| Natuurpark Arrábida                              |      |          |
| Natuurpark Douro Internacional                   |      |          |
| Natuurpark Montesinho                            |      |          |
| Natuurpark Ria Formosa                           |      |          |
| Natuurpark Serra da Estrela                      |      | Guarda   |
| Natuurpark Serra de São Mamede                   |      |          |
| Natuurpark Serras de Aire e Candeeiros           |      |          |
| Natuurpark Sintra-Cascais                        |      |          |
| Natuurpark Sudoeste Alentejano e Costa Vicentina |      |          |
| Natuurpark Tejo Internacional                    |      |          |
| Natuurpark Vale do Guadiana                      |      |          |
| Natuurpark Litoral Norte                         |      |          |
| Natuurpark Madeira                               |      |          |
| Natuurpark Recife do Algarve - Pedra do Valado   |      |          |
| Natuurpark Vale do Tua                           |      |          |